# Bononia (stolica tytularna)
Bononia (łac. Dioecesis Bononiensis) – stolica historycznej diecezji w Dacji Ripense istniejącej w czasach rzymskich.
Obecnie pozostałości rzymskiego miasta Bononia znajdują się w miejscowości Widyń w Bułgarii. Obecnie katolickie biskupstwo tytularne ustanowione w 1933 przez papieża Piusa XI. 

## Biskupi tytularni
| Lp. | Biskup                      | Funkcja                                        | Od                | Do               |
| --- | --------------------------- | ---------------------------------------------- | ----------------- | ---------------- |
| 1   | Antoine Caillot             | biskup koadiutor Évreux (Francja)              | 12 grudnia 1961   | 24 marca 1964    |
| 2   | John Burke                  | emerytowany biskup Szimla i Czandigarh (Indie) | 3 sierpnia 1966   | 24 lipca 1970    |
| 3   | José Julio Aguilar García   | biskup-prałat Escuintla (Gwatemala)            | 5 grudnia 1970    | 2 listopada 1972 |
| 4   | Pablo Antonio Vega Mantilla | biskup-prałat Juigalpa (Nikaragua)             | 30 stycznia 1973  | 30 kwietnia 1991 |
| 5   | James Moriarty              | biskup pomocniczy Dublina (Irlandia)           | 26 czerwca 1991   | 4 czerwca 2002   |
| 6   | Milan Šašik                 | administrator apostolski Mukaczewa (Ukraina)   | 12 listopada 2002 | 17 marca 2010    |
| 7   | John Joseph McIntyre        | biskup pomocniczy Filadelfii (USA)             | 8 czerwca 2010    |                  |